# Uniklubi

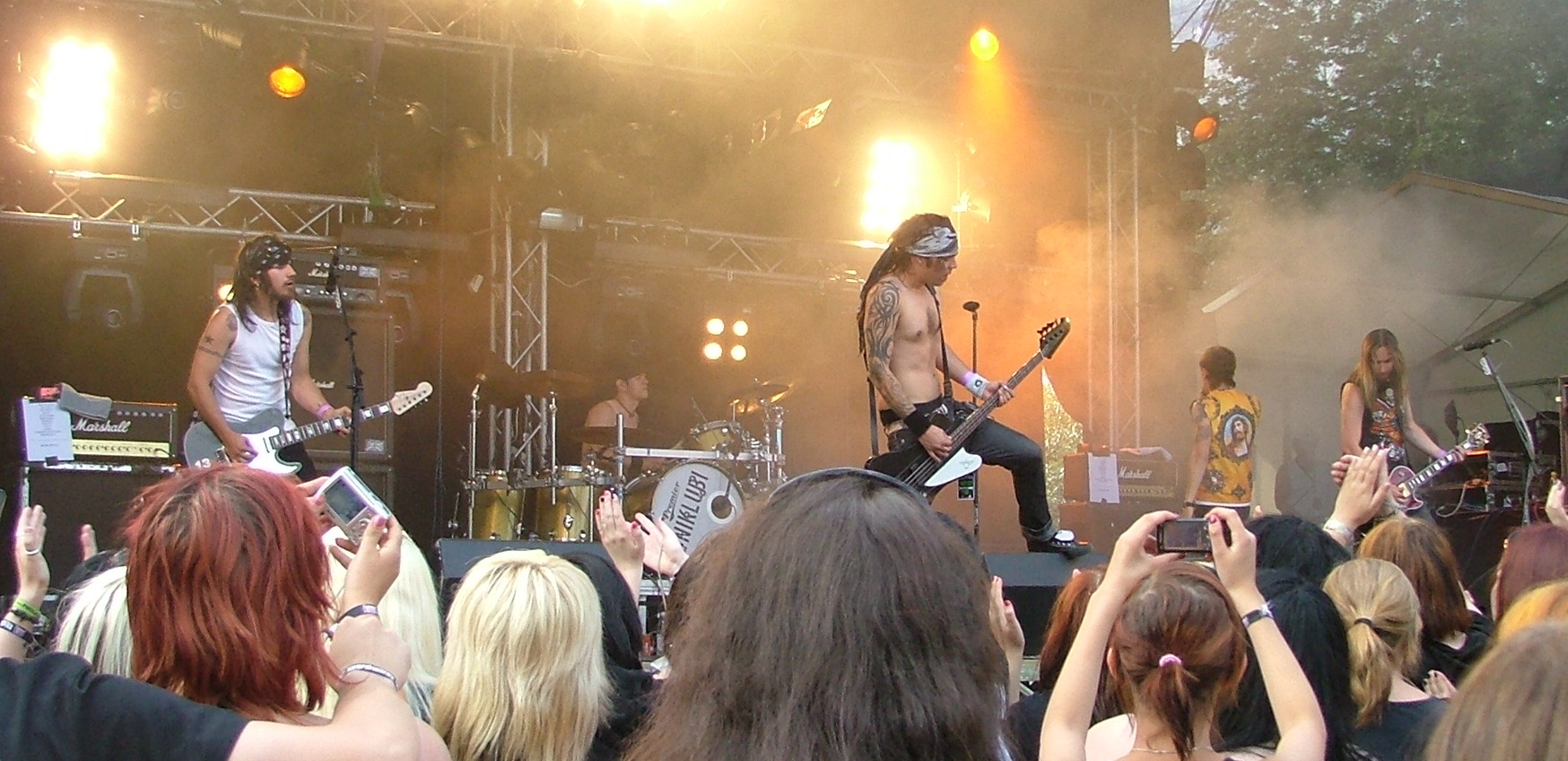
Uniklubi performant au festival Rockcock en 2008

Uniklubi est un groupe de rock finlandais. Il est fondé en 1999, et est reconnu grâce au succès de leur chanson Rakkautta ja piikkilankaa (Amour et fil barbelé) en 2004. Les paroles de leurs chansons sont en Finnois. Tous les membres sont originaires de la ville d'Hämeenkyrö, à l'exception du bassiste Teemu Rajamäki, qui est d'Ikaalinen.

## Membres du groupe
- Jussi Selo (21 janvier 1985), chant
- Janne Selo (16 avril 1980), guitare et chant
- Pasi Viitala (6 mars 1983), guitare
- Teemu Rajamäki (7 décembre 1981), basse et chant
- Antti Matikainen (4 mai 1977), batterie

## Biographie
Le groupe est fondé en 1999 par Jussi et Pasi. Le nom "Uniklubi" n'existait pas à ce moment; ils utilisaient "Pincenez" (un type de lunettes sans branches). Leurs premières chansons sont des reprises de leurs groupes favoris, en anglais. Par contre, en commençant à écrire leurs propres morceaux, Jussi se sent davantage à l'aise avec sa langue maternelle. Ils changent alors leur nom pour "Uniklubi" ("club de rêve"), qui n'a aucune signification particulière pour eux. 
En jouant leurs premiers concerts, ils gagnent un peu d'argent, qu'ils utilisent pour enregistrer en studio leurs premières démos.
Alors qu'ils enregistrent leur premier album, "Rakkautta Ja Piikkilankaa" leur batteur décide de quitter le groupe. Antti Matikainen le remplace et est depuis une partie intégrante du groupe. 
Le premier extrait de l'album est "Rakkautta Ja Piikkilankaa". Il est choisi par YleX comme étant la chanson la plus populaire de l'année. L'album se hissa au top 4 des charts finlandais et Uniklubi reçoit son premier prix important: un Emma Award pour Découverte de l'Année.
"Rakkautta Ja Piikkilankaa" est certifié disque de platine en Finlande, atteignant des ventes de plus de 30 000 copies.
De cet album sont également tirées les chansons "Kylmää" (Froid), "Näiden Tähtien Alla" (Sous ces étoiles) et "Totuus" (Vérité).
Le second album, "Kehä" (Cercle) sort le 2 novembre 2005, et entre au classement en tant que numéro un. Il reste plus de 20 semaines dans le top 20, et le premier extrait, "Kaikki Mitä Mä Annoin" (Tout Ce Que J'ai Donné) se classe même numéro un dès son entrée.
Durant l'été 2006, le chanteur est diagnostiqué d'une bosse sur les cordes vocales, après avoir perdu la voix plusieurs fois durant des concerts. Le groupe doit annuler une tournée en Allemagne - qui aurait été leur première hors de la Scandinavie -. Jussi se fait donc opérer de la gorge, et les quelques spectacles présentés dans les semaines qui suivent sont marqués par une belle, claire et nouvelle voix. 
Le groupe entre à nouveau en studio début 2007, et offre un nouvel album "Luotisade" (Pluie de Balles.)

## Discographie

### Albums
- Rakkautta ja piikkilankaa (2004)
- Kehä (2005)
- Luotisade (2007)
- Syvään Valoon (2009)
- Kultakalat (2010)

### Extraits
- Rakkautta ja piikkilankaa (2004)
- Kylmää (2004)
- Totuus (2004)
- Näiden tähtien alla (2004)
- Kaikki mitä mä annoin(2005)
- Huomenna (Promotional Single) (2005)
- Kiertää Kehää(2006)
- Tuhka(Promotional Single) (2006)
- Vnus(2007)

## Videos
- Rakkautta ja piikkilankaa
- Kaikki mitä mä annoin
- Huomenna
- Vnus
- Luotisade
- Rakkaudesta Hulluuteen
- Polje
- Kukka
- Mittä Vittua?
- Aikasi On Nyt
- Maailma puhaltaa